# 熊本県道333号龍ヶ岳御所浦線
熊本県道333号龍ヶ岳御所浦線（くまもとけんどう333ごう りゅうがたけごしょうらせん）は、熊本県上天草市から天草市に至る一般県道である。

## 概要
上天草市龍ヶ岳町と天草市御所浦町との間に橋を架ける計画があり（御所浦架橋計画）、その架橋部分を含めた区間が指定されている（現在は実質上、天草市御所浦町内のみを通る県道となっている）。

### 路線データ
- 起点：熊本県上天草市龍ヶ岳町大道（国道266号交点）
- 終点：熊本県天草市御所浦町御所浦

## 歴史
- 2000年 - 路線認定。
架橋計画に合わせ、従来の熊本県道333号御所浦線を延長したもの（形式的には御所浦線を廃止し、新たに龍ヶ岳御所浦線を認定している）。

## 路線状況

### 道路施設

#### トンネル
- 御所浦トンネル、天草市

## 地理

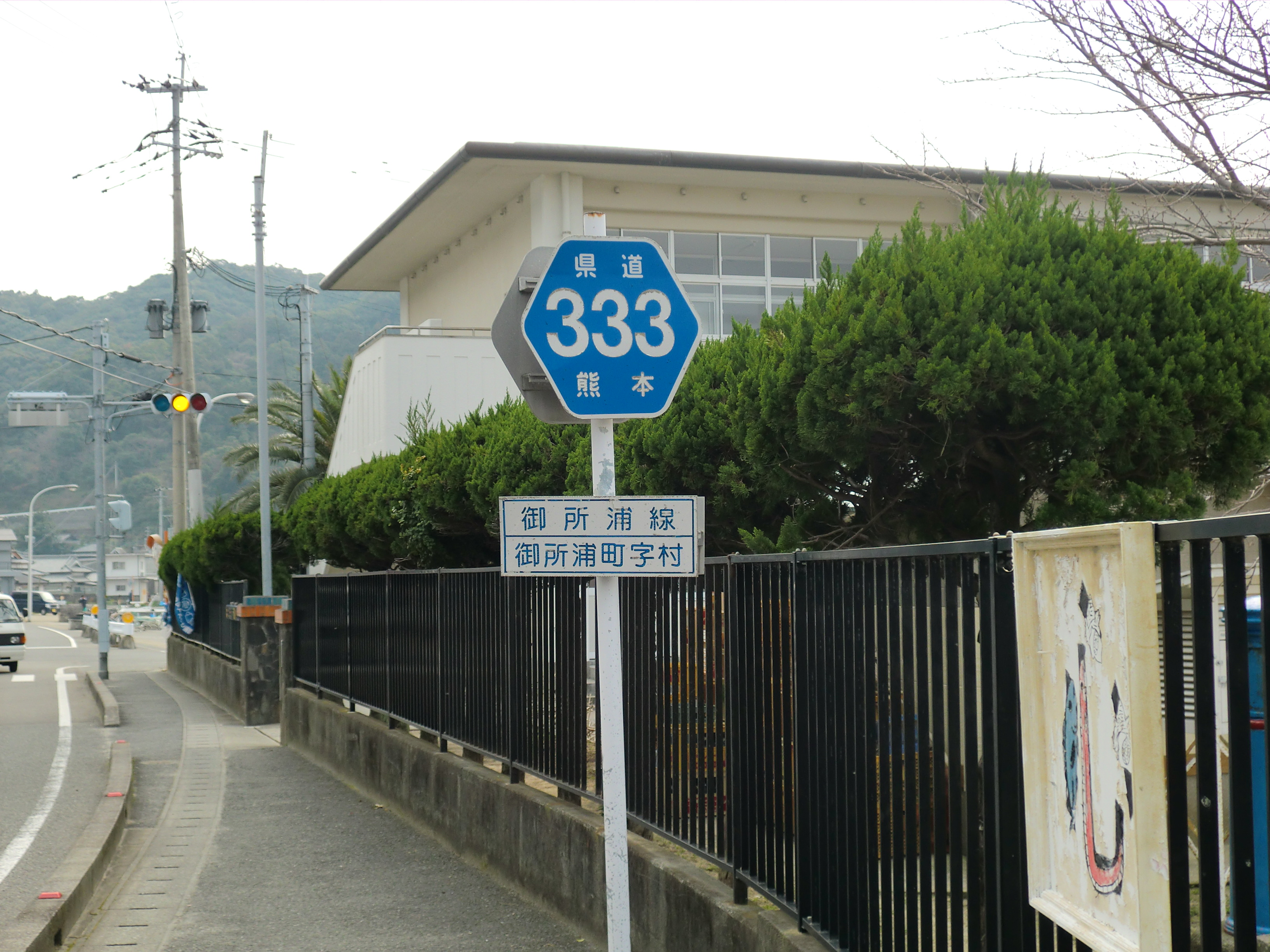
熊本県道333号線の標識（御所浦小学校前、御所浦線表記）

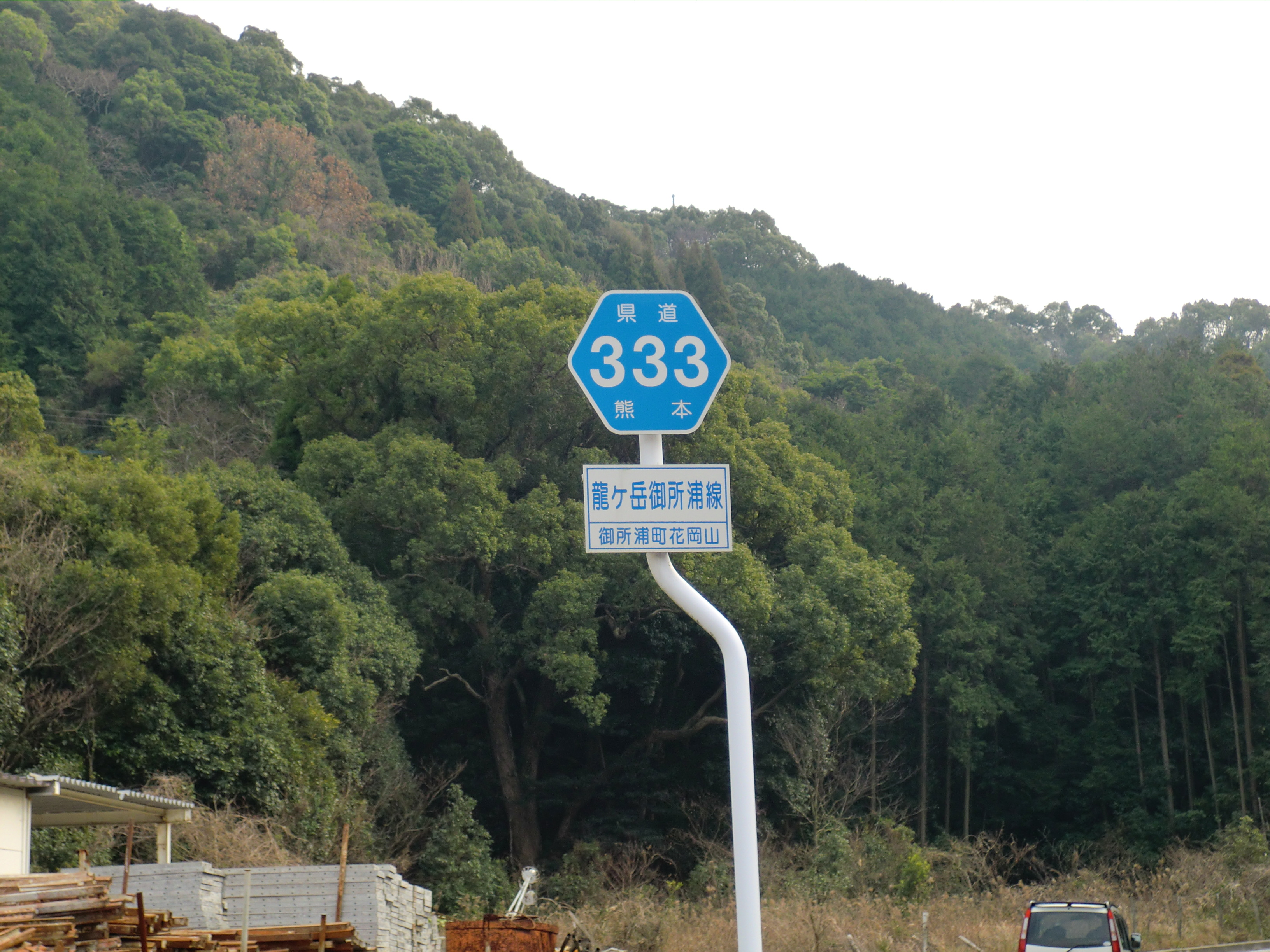
熊本県道333号線の標識（龍ヶ岳御所浦線表記）

### 通過する自治体
- 上天草市
- 天草市

### 交差する道路
| 交差する道路 | 交差する場所 | 交差する場所 |
| ------------ | ------------ | ------------ |
| 国道266号    | 龍ヶ岳町大道 | 起点         |

### 沿線
- 牧島大橋
- 天草市立御所浦小学校
- 天草市立御所浦中学校
- 天草市役所 御所浦支所